# シンガポール国立博物館
シンガポール国立博物館（英語: National Museum of Singapore、中国語: 新加坡国家博物院）は、シンガポールにある博物館であり、同国内で最も古い博物館である。1849年にRaffles Institutionの図書館の一部として設置したのが始まりで、その後数回移転した後、1877年にスタンフォード・ロードの側の現在の位置に恒久的に設置されることになった。この博物館はシンガポールの歴史に焦点を当てており、
1965年にNational Museum of Singaporeと名づけれ、1993年から2006年5月までの短期間の間、Singapore History Museumという名前になった後、以前の名前に復帰した。博物館は3年半の改装を経た後、2006年12月2日に再オープンし、「History Gallery」、「Living Gallery」などが常設されている。

## 来館情報
年中無休で開館時間は午前10から午後6時までとなっている。
最寄り駅はMRT南北線・東北線のドビー・ゴート駅から徒歩5分。
入場料金は企画展によって変動するため、最新の情報は公式サイトで確認が必要である。

## 参照項目
- イメージ・オブ・シンガポール （セントーサ島）